# 帛书

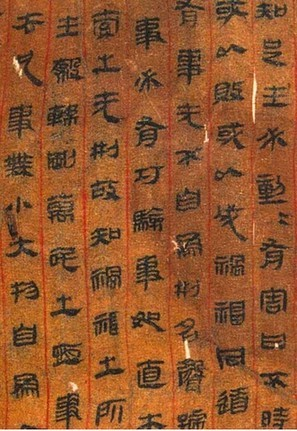
帛书『黄帝四经』

帛书，又名繒書、缣帛，是以白色丝帛为书写材料，其起源可以追溯到春秋时期，现存实物以子弹库楚墓中出土的帛书为最早。
指一种将文字、图象及其他特定的符号写绘于丝织品上的书籍形式。為紙還未發明之前重要的書寫物料，尤其在中國春秋戰國至漢代有大量的帛書，出土的帛書較著名的有楚帛書、馬王堆帛書等。

## 形制
帛書有不少方面與竹簡相似。有的帛書會以黑色或紅色畫出行格，類似今日之信箋，稱為烏絲欄、朱絲欄。此實是模仿了簡書的樣子。據此可確認帛書是晚於簡書。
有些帛書上有彩色的繪圖，這是帛書勝於簡書的地方。例如長沙子彈庫的楚帛書。